# اوکسانا رومنسکایا
اوکسانا رومنسکایا (روسی: Оксана Викторовна Роменская؛ زادهٔ ۶ ژوئن ۱۹۷۶) بازیکن هندبال اهل روسیه است.